# Comuna de Kroczyce
Kroczyce (polaco: Gmina Kroczyce) é uma gminy (comuna) na Polónia, na voivodia de Santa Cruz e no condado de Zawierciański. A sede do condado é a cidade de Kroczyce.
De acordo com os censos de 2004, a comuna tem 6212 habitantes, com uma densidade 56,4 hab/km².

## Área
Estende-se por uma área de 110,15 km², incluindo:
- área agricola: 59%
- área florestal: 30%

## Demografia
Dados de 30 de Junho 2004:
|                      | Total   | Total | Mulheres | Mulheres | Homens  | Homens |
| -------------------- | ------- | ----- | -------- | -------- | ------- | ------ |
|                      | pessoas | %     | pessoas  | %        | pessoas | %      |
| População            | 6212    | 100   | 3094     | 49,8     | 3118    | 50,2   |
| Densidade (pop./km²) | 56,4    | 100   | 28,1     | 28,1     | 28,3    | 28,3   |

De acordo com dados de 2002, o rendimento médio per capita ascendia a 1270,42 zł.

## Subdivisões
- Biała Błotna, Browarek, Dzibice, Dobrogoszczyce, Gołuchowice, Huta Szklana, Kostkowice, Kroczyce Okupne, Kroczyce Stare, Lgota Murowana, Lgotka, Podlesice, Piaseczno, Pradła, Przyłubsko, Siamoszyce, Siedliszowice, Siemięrzyce, Szypowice, Trzciniec.

## Comunas vizinhas
- Irządze, Niegowa, Ogrodzieniec, Pilica, Szczekociny, Włodowice, Zawiercie